# Jičín
Jičín (alemany: Titschein, Gitschin o Jitschin; llatí: Gitmiacinum, Gitzinum; polonès: Jiczyn) és una població dins la regió de Hradec Králové de la República Txeca. Es troba a uns 85 km al nord-oest de Praga en l'anomenat Paradís Bohemi (Český ráj) sota les Roques de Prachov (Prachovské skály).
Jičín té un centre històric ben conservat (městská památková rezervace) construït al volrant d'una plaça quadrangular gòtica amb cases renaixentistes i barroques.
La batalla de Gitschin hi va tenir llocs l'any 1866, durant les guerres àustroprussianes.

## Història
A partir del segle VI s'hi van assentar tribus eslaves. La ciutat de Jičín probablement es va fundar a finals del segle xii al lloc de la ciutat dit actualment Staré Místo (és a dir, Lloc Antic), sota el castell de Veliš.
Jičín de primer va ser propietat del rei, però des del sgle XIV i XV va pertànyer a la Casa de Vartenberk. Primer la ciutat estava feta de fusta i, a partir de 1453, es va anar reedificant amb pedra sovint esgrafiada.
La major expansió de la ciutat va ser a partir de 1621 durant la Guerra dels 30 Anys, quan la ciutat va passar a ser propietat del generalíssim Albrecht von Wallenstein, qui la va fer la capital del seu Ducat de Friedland
El 1710 la ciutat passà als Trauttmansdorff, cosa que va suposar l'arribada de l'arquitectura del Barroc

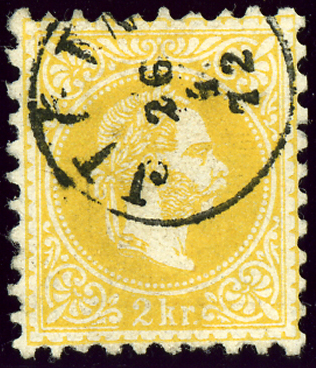
Segell austríac KK 2, 1872

### Senyors de Jičín
- ????–1297 — Rei Wenceslau II de Bohèmia
- 1297–1304 — Beneš de Vartenberk
- 1304–1304 — Lev de Kenecchlumí
- 1304–1327 — Rei Wenceslau III de Bohèmia
- 1327–???? — Casa de Vartenberk
- 1438–1452 — Hašek z Valdštejna
- 1452–1487 — Jiří and Hynek de Poděbrady
- 1487–1607 — Casa de Trčka de Lípa
- 1607–???? — Zikmund Smiřický
- 1621–1634 — Albrecht von Wallenstein
- ????–???? — Casa de Tiefenbach
- ????–???? — Casa de Sternberg
- 1710–1848 — Casa de Trauttmansdorff[2]

## Persones relacionades amb la ciutat
- Jacob Bassevi (1580–1634), financer jueu
- Albrecht von Wallenstein (1583–1634), generalíssim
- Josef Gočár (1880–1945), arquitecte
- František Kaván (1866–1941), pintor i poetat
- Karl Kraus (1874–1936), escriptor
- Josef Váchal (1884–1969), escriptor i pintor
- Jaroslav Seifert (1901–1986), Guanyador del Premi Nobel
- Josef Štefan Kubín (1864–1965), escriptor

## Relacions internacionals

### Ciutats agermanades
Jičín està agermanada amb:
- Erbach im Odenwald, Alemanya
- King's Lynn, Regne Unit
- Martin, Eslovàquia
- Wijk bij Duurstede, Països Baixos
- Świdnica, Polònia

## Imatges

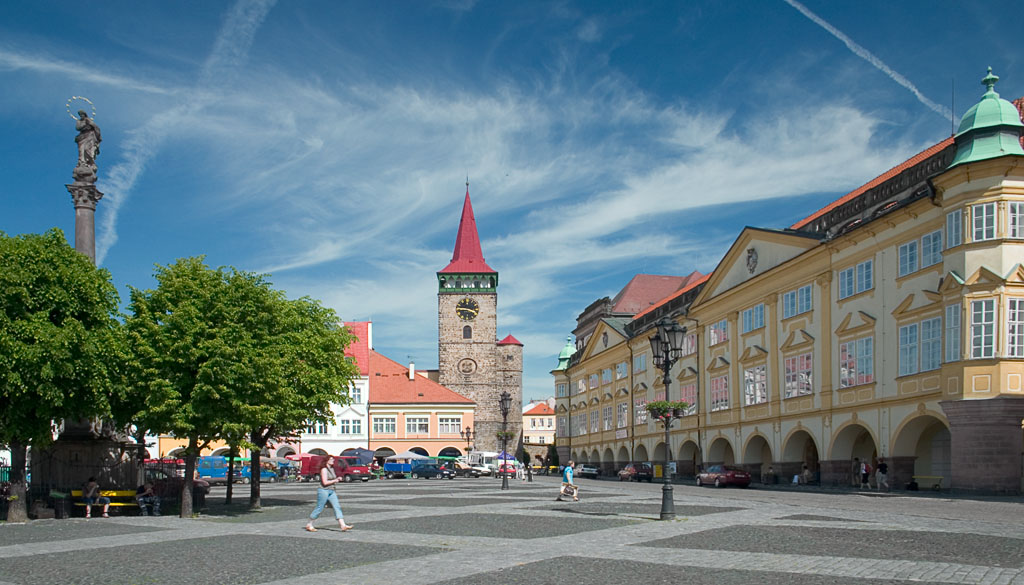
Plaça Central Wallenstein amb la Porta Valdice Gate i el château
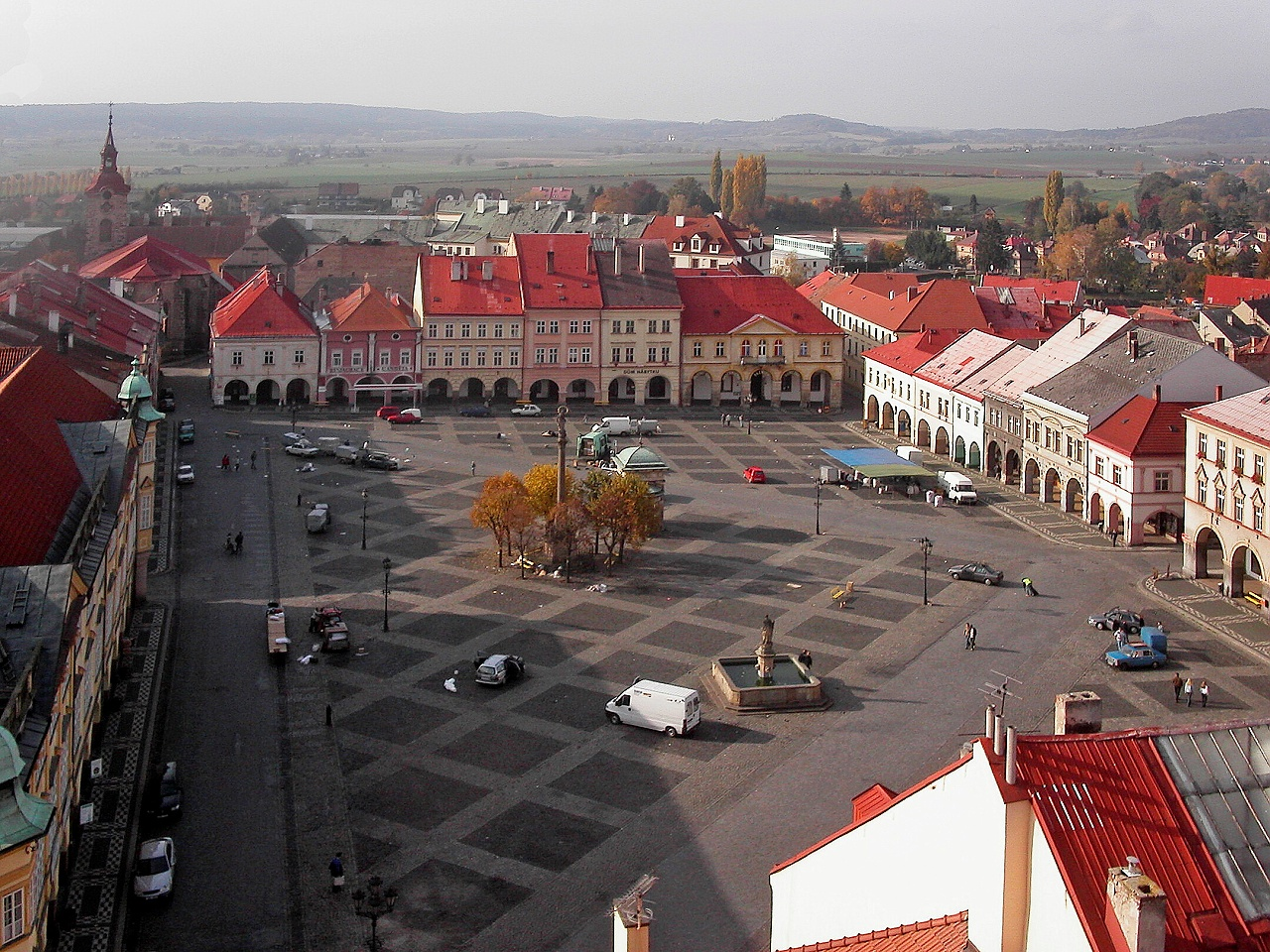
Vista aèria de la Plaça Central
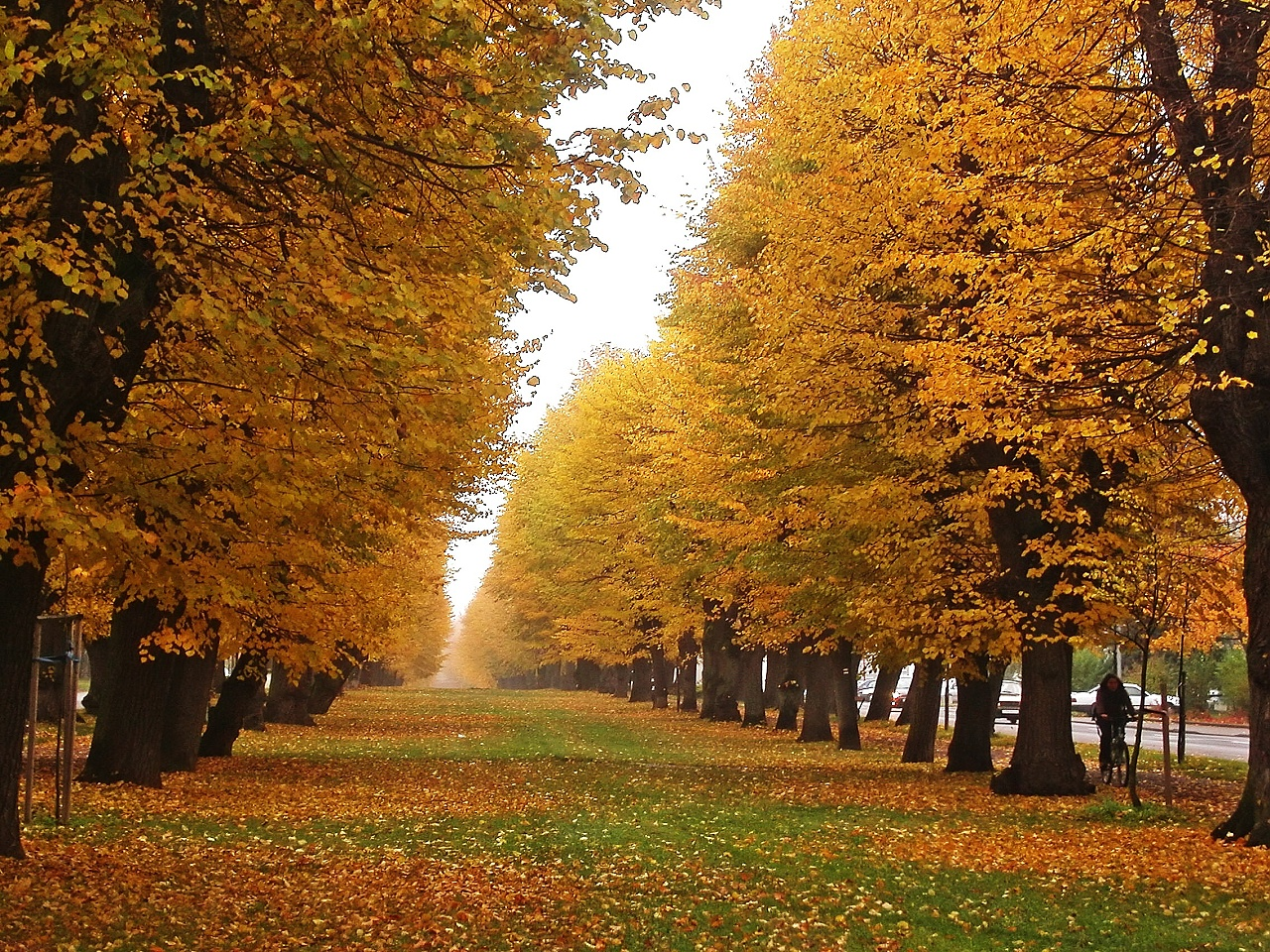
Passeig amb tilers d'1,7 km- de llargada que connecta el carrer Wallenstein amb Libosad
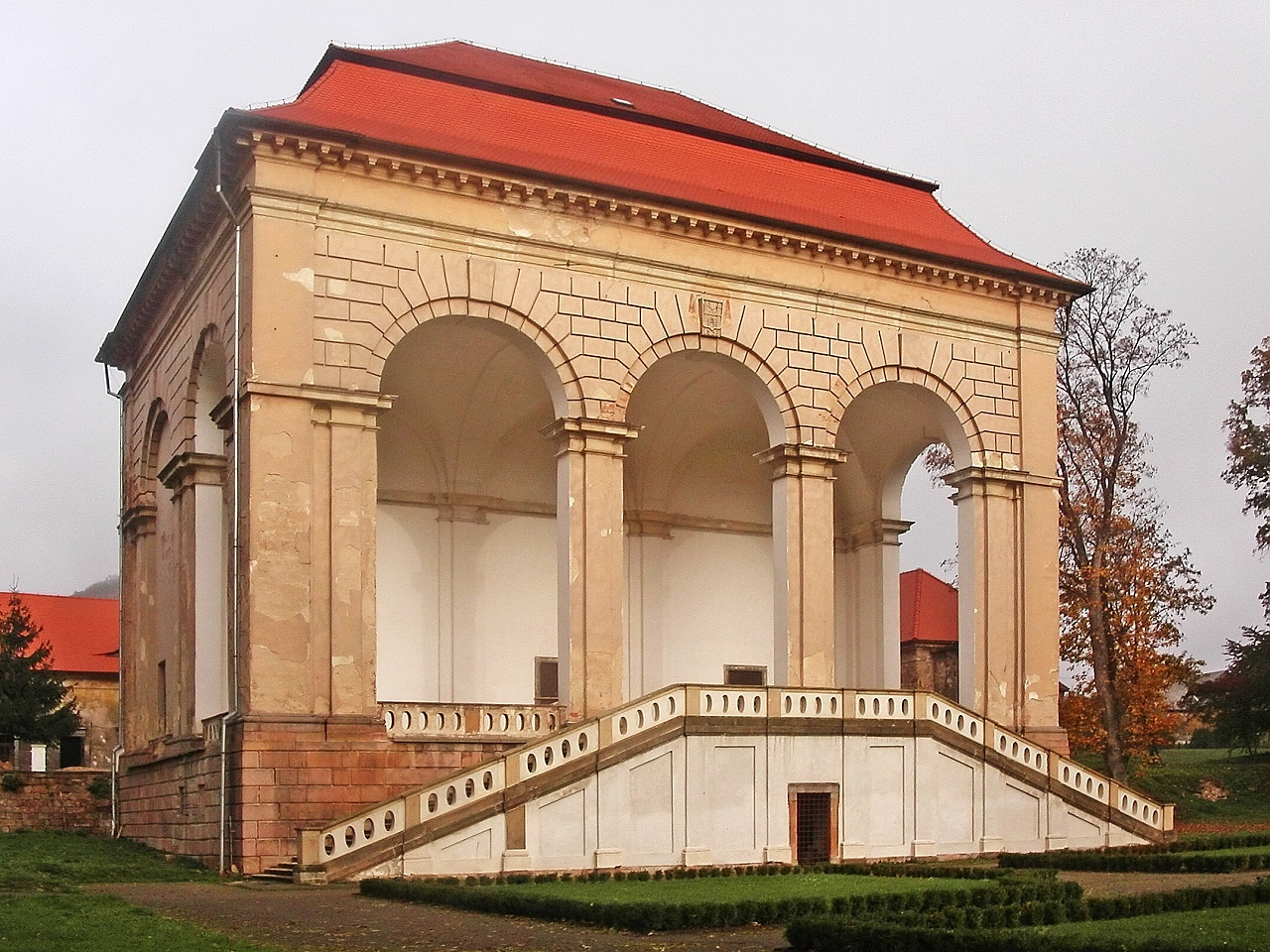
Libosad al parc del mateix nom